# Cirrenalia macrocephala
Cirrenalia macrocephala är en svampart som först beskrevs av Jan Kohlmeyer, och fick sitt nu gällande namn av Meyers & R.T. Moore 1960. Cirrenalia macrocephala ingår i släktet Cirrenalia och familjen Halosphaeriaceae.   Inga underarter finns listade i Catalogue of Life.